# Xanthorhoe ruandana
Xanthorhoe ruandana là một loài bướm đêm trong họ Geometridae.